# Найджъл Менсъл
Найджъл Ърнест Менсъл (на английски: Nigel Ernest James Mansell) е британски пилот от Формула 1. Роден е на 8 август 1953 г. в Баутън, Уорчестър, Англия. Състезава се за Лотус, Уилямс, Ферари и Макларън. През 1988 в летния сезон на Формула 1, е заразен от варицела след Голямата награда на Унгария и пропуска цели две състезания.
Става световен шампион във Формула 1 през 1992 година. Заради борбения му характер и агресивния му начин на водене на болида, журналистите му поставят прозвището „Британският Лъв“, докато се състезава за Ферари през 1989 и 1990 година.
През 1992 година прекратява състезателната си кариера във Формула 1 и преминава в състезанията от шампионата КАРТ в САЩ в тима на Нюман-Хаас.
Още в първото си участие в КАРТ, печели победа на пистата „Сърфърс Парадайс“ в Австралия.
През сезона печели общо 5 победи ставайки шампион за 1993 година.
Менсъл е единственият пилот в историята, който едновременно се състезава и във Формула 1 шампионата и в КАРТ сериите. Това става през 1994 година. След трагедията на Имола, при която загива Аертон Сена, в болида на Уилямс сяда тест пилотът Дейвид Култард. Поради посредствените му резултати, сър Франк Уилямс успява да привлече Менсъл за последните шест старта от сезона.
Менсъл успява да спечели последното състезание за сезон 1994 г. в Австралия – победа, която взима след удар между болидите на Михаел Шумахер и Деймън Хил.
Втори опит за завръщане във Формула 1 прави през 1995 година, когато шефът на Макларън-Пежо – Рон Денис – го кани да седне в кокпита на негов болид. И двата опита са крайно неуспешни и това води до окончателното му разделяне с Формула 1.
След приключването на активна състезателна дейност, записва училище за пътни полицаи в Англия и след това се състезава в сериите ГП Мастърс. Той е един от най-добрите пилоти от Залата на славата през 2008.
Кариерата му във Формула 1 продължава 15 сезона, а последните си два пълни сезона на най-високо ниво прекарва в сериите КАРТ. В историята Менсъл остава като най-успешният британски пилот от Формула 1 със своите 31 победи, които го поставят на шесто място между всички пилоти, след Михаел Шумахер, Ален Прост, Айртон Сена, Себастиян Фетел и Фернандо Алонсо. До 2011 г. той държи рекорда за най-много първи стартови позиции в един сезон, победен от Себастиян Фетел. Намира място в класацията на дългогодишния коментатор Мъри Уокър за най-добрите 10 пилота от Формула 1 на всички времена. През 2008 г., американският спортен телевизионен канал ESPN го поставя на 24-то място в своята класация за най-добрите пилоти на всички времена. Класиран е на 9-о място в топ 50 на най-великите пилоти от Формула 1 на Таймс Онлайн, в класация, която включва още Ален Прост, Айртон Сена, Джеки Стюърт и Джим Кларк.
Менсъл се състезава в сериите Джи Пи Мастърс през 2005 г. и успява да спечели шампионата. Малко след това подписва договор с отбора на Скудерия Екосе Джи Ти за едно състезание на пистата Силвърстоун, на 6 май 2007 г. Впоследствие участва епизодично в състезания със синовете си Лео и Грег, включително в състезанието 24-те часа на Льо Ман, през 2010 г.
Менсъл е последният състезател, нероден в САЩ, приет в Международната зала на славата на моторните спортове, което се случва през 2005 г.
Найджъл Менсъл е президент на „Британска младеж“ – най-голямата младежка благотворителна организация. Освен това е президент на Института за напреднали мотористи.
Живее в Сейнт Брелейд, на остров Джърси.

## Кариера
Роден в Ъптън-ъпон-Северн, Уорчестършайър, Менсъл прекарва 11 години като специален полицай на остров Ман, по време на състезателната си кариера, както и в Девон и Конуол, след края на кариерата си. Сам финансира кариерата си, която започва относително бавно. След умерен успех в картинга, той се мести в сериите Формула Форд, въпреки неодобрението на баща си. През 1976 г. успява да спечели 6 от 9-те състезания, в които участва, включително и дебютния си старт в Мелъри Парк.
През следващия сезон става шампион в британската Формула Форд, след като побеждава в 33 от 42-те състезания, в които взема участие, въпреки контузия на врата, получена по време на квалификации в Брандс Хач. Докторите казват, че е бил опасно близо до парализа, трябва да лежи в болница 6 месеца и може никога повече да не се състезава. Менсъл пренебрегва съветите на лекарите, напуска болницата и се връща на пистата. Три седмици преди инцидента, той напуска тогавашната си работа като космически инженер и продава по-голямата част от личните си вещи, за да финансира кариерата си във Формула Форд. По-късно същата година той получава шанс да се състезава в отбора на Лола във Формула 3, на пистата Силвърстоун, в което завършва на 4-то място.
Менсъл се състезава във Формула три между 1978 г. и 1980 г. Още в първото си състезание той печели първа стартова позиция и успява да финишира втори, въпреки че кара неконкурентна кола, задвижвана от двигател Триумф Доломит, докато водещите отбори в шампионата карат болиди с много по-мощния двигател на Тойота. След три седми места и четвърто в последния си старт, той се разделя с отбора. През следващия сезон, получава платено място в отбора на Дейв Прайс Рейсинг, постига първата си победа през март 1979 г. на пистата Силвърстоун и завършва на 8-о място в шампионата. Формата му е постоянна, но катастрофа с Андреа де Чезарис, в която по чудо оцелява, отново го изпраща в болницата, този път със счупен прешлен. Пилотирането му е забелязано от Колин Чапман, собственик на Лотус и малко след инцидента, потискайки болката с обезболяващи, Менсъл взема участие в проби на пистата Пол Рикард, за определяне на съотборник на Марио Андрети през сезон 1980, след като аржентинецът Карлос Ройтеман напуска отбора, за да се присъедини към Уилямс. Мястото в крайна сметка получава италианецът Елио де Анджелис, но Менсъл е избран за тест пилот на Лотус.

## Формула 1

### Лотус
- Лотус – 61 старта

#### 1980
Добрите резултати на Менсъл като тест пилот, между които най-бързата за времето си обиколка на пистата Силвърстоун с кола на Лотус, впечатляват Чапман, който дава пилотско място на британеца в три старта от Формула 1, през сезон 1980 г. Дебютът му е в състезанието за голямата награда на Австралия, по време на което, теч на гориво в кокпита, оставя Менсъл с болезнени изгаряния от втора степен по седалщните части на тялото. Повреда в двигателя го оставя извън класирането в следващото състезание, а заради инцидент по време на квалификациите за състезанието на пистата Имола, не успява да се класира за старта. Поради повреда в автомобила на Марио Андрети, преди последното състезание за годината, Менсъл е принуден да преотстъпи болида си, за да може Марио Андрети да се състезава. След края на състезанието, Марио Андрети обявява, че напуска отбора за да премине в Алфа Ромео, което овакантява пилотско място в тима на Лотус за следващия сезон. Въпреки спекулациите в пресата, че то ще бъде заето от Жан-Пиер Хариер и въпреки неодобрението от страна на спонсорите, Чапман избира Менсъл за втори пилот в отбора.

#### 1981
Четирите години на британеца като пилот на Лотус минават трудно, т.к. автомобилът не е конкурентоспособен, а Менсъл, често е побеждаван от съотборника си – Елио де Анджелис. От общо 59 старта, в които взема участие, той успява да завърши едва 24 от тях. Най-доброто му класиране е 3-то място, което постига 5 пъти, докато съотборникът му успява да спечели изненадваща победа в състезанието за Голямата награда на Австралия през 1982 г.

#### 1982 и 1983
През 1982 г. Менсъл планира да вземе участие в състезанието „24-те часа на Льо Ман“, за да изкара допълнително пари. По това време, британецът заработва по 50 000 паунда на година, а предложението за участие в известното състезание е на стойност 10 000 паунда. Чапман смята, че участието на Менсъл в „24-те часа на Льо Ман“, ще го изложи на ненужен риск, поради което му плаща 10 000 паунда, за да не взема участие в състезанието. Освен това удължава договора на британеца до 1984 г., с което го прави милионер.
В резултат на жестове като споменатия по-горе, Менсъл силно се сближава с Чапман и затова е силно покосен от изненадващата му кончина през 1982 г. В своята автобиография пише, че когато Чапман е починал, „светът рухна под краката ми. Част от мен си отиде с него. Загубих член на семейството“. След смъртта на Чапман, отношенията в Лотус силно се обтягат. Заместникът му Питър Уар не оценява достойнствата на Менсъл, нито в професионален, нито в личен план. В своята книга „Лотус – Моята гледна точка от бокса“, Уар казва за сезон 1982 г.: „След анализиране на току-що приключилия сезон е пределно ясно кой пилот е номер 1. Това е Елио. Той е по-бърз и победи Найджъл в 10 от 13 квалификации за стартова позиция. Елио завърши седем пъти в точките, срещу само два пъти за Найджъл и само победата му в Австралия носи на отбора три пъти повече точки от тези на Найджъл през целия сезон. Освен това времената с които Елио побеждава Найджъл в квалификациите са по-добри с огромните 4,5%. И всичко това в сезон, в който двамата пилоти са равнопоставени и са им дадени еднакви възможности и оборудване.“ Впоследствие, за сезон 1983 г., Де Анджелис отново е избран за водещ пилот в отбора. Това се демонстрира с факта, че на него е предоставен новият по-бърз, но по-ненадежден турбо двигател на Рено 93Т за целия сезон, докато Менсъл го получава чак в деветото състезание за сезона – за голямата награда на Великобритания на пистата Силвърстоун, в което успява да се изкачи от 16-о до 2-ро място и в крайна сметка завършва 4-ти. Поради обтегнатите им отношения и липсата на резултати, Уор възнамерява да не уважи последната година от договора на Менсъл, но бива разубеден от спонсорите на отбора, които предпочитат британски пилот.

#### 1984
През 1984 г. Менсъл успява да влезе в топ 10 в генералното класиране за пръв път в кариерата си и печели първата си полпозиция, но отново остава изпреварен от съотборника са Елио де Анджелис, който завършва 3-ти в генералното класиране. По време на състезанието за голямата награда на Монако, британецът изненадва всички, като изпреварва Ален Прост и повежда в състезание на дъжд, но малко след това, в 15-а обиколка, отпада от състезанието, след като губи контрол върху хлъзгавото трасе. По-късно през сезона, от Лотус обявяват, че през следващия сезон Айртон Сена ще замести Менсъл в отбора. Британецът получава оферти от Ероуз и Уилямс и въпреки че първоначално отхвърля офертата на Улиямс, преди състезанието за голямата награда на Холандия, от отбора обявяват че той ще бъде техен пилот през следващия сезон.
През сезон 1984 г. паметно в кариерата на Менсъл остава състезанието за Голямата награда на Далас, когато британецът припада след като пресича финалната линия, бутайки болида си. В двучасовото състезание при 40-градусови температури, той успява да добута автомобила си до 6-о място (и да спечели 1 точка), след като стартира от първа позиция и води през половината от обиколките.
В своята автобиография, Менсъл твърди, че последното му състезание за Лотус – Голямата награда на Португалия, е силно компрометирано от Уар, който отказва да му даде желаните от британеца спирачки. 18 обиколки преди края, Менсъл е на втора позиция в състезанието, но отпада заради повреда в спирачките. След като напуска отбора, Уар заявява по адрес на Менсъл: „Той никога няма да спечели състезание“.

### Уилямс

#### 1985
През 1985 г. Франк Уилямс наема Менсъл като съотборник на Кеке Росберг в отбора на Уилямс. Години по-късно британецът заявява: „Кеке е може би един от най-добрите съотборници, които съм имал в кариерата си“. На Менсъл е даден вече известният номер „Червената петица“ (същият номер е изписан на крилото на кораба на Люк Скайуокър в Междузвездни войни), който номер британецът използва както в последващите сезони в Уилямс, така и в отбора на Нюман/Хаас (от сериите КАРТ). „Червената петица“ става известна най-вече благодарение на ентусиазираните коментари на Мъри Уолкър по БиБиСи.
В началото Росберг, световен шампион за сезон 1982 г., е против привличането на Менсъл за негов съотборник в четвъртия му сезон като пилот на Уилямс. Възраженията му се базират на дуела, който двамата водят по време на състезанието в Далас сезон по-рано, когато Менсъл, бранейки позиция, дълго време блокира финландеца зад себе си. В интервю след състезанието, Росберг, който успява да спечели, критикува тактиката на британеца, за което получава освирквания от публиката, която одобрява смелостта на Менсъл да „натисне“ колата си до лимита ѝ в екстремната жега. Друг фактор, влияещ върху възраженията на Росберг, е информация от втора ръка, която по негови думи от интервю през 1986 г., в крайна сметка се оказва погрешна. Двамата съотборници се разбират много добре и бързо формират отлично партньорство.
Сезонът не започва добре за Менсъл, но към средата му, двигателите на Хонда стават все по-конкурентоспособни. По време на тренировки за състезанието за голямата награда на Франция, британецът, без да иска чупи рекорда за катастрофа с най-висока скорост в историята на Формула 1. На правата „Мистрал“, на пистата „Пол Рикард“, Менсъл излиза от пистата и се забива в обезопасяващите ограждения със скорост надвишаваща 200 мили в час (322 км/ч). Получава сътресение и не взема участие в състезанието, в което съотборникът му печели първата стартова позиция, но финишира втори след Нелсон Пикет.
Менсъл завършва втори в състезанието за голямата награда на Белгия, след което печели две поредни победи – голямата награда на Европа и голямата награда на Южна Африка. Тези три постижения превръщат британеца в звезда.

#### 1986
В началото на сезон 1986 г., Уилямс-Хонда вече има автомобил, който може да печели състезания регулярно, което превръща Менсъл в потенциален претендент за титлата. От този сезон британецът вече има и нов съотборник – двукратният световен шампион Нелсон Пикет, който търси конкурентоспособен болид, т.к. болидите на Брабам-БМВ (бившият отбор на Пикет) става все по ненадежден. Бразилецът описва Менсъл като „необразован тъпак“, като си позволява да критикува и съпругата на британеца – Роузан.
Необезпокоен от опитите за психо атака на Пикет, Менсъл записва 5 победи през сезон 1986 г. и става участник в един от най-оспорваните финали на състезание в историята на Формула 1 – на пистата Херес, британецът завършва втори след Айртон Сена, само на 0.014 секунди (по-късно се шеговито казва че трябва да разделят точките между него и Сена). Сезон 1986 г. остава оспорван до последното състезание на пистата Аделаида за голямата награда на Австралия, когато освен Менсъл, шансове за титлата имат още Прост и Пикет. Преди старта ситуацията е следната – Прост и Пикет се нуждаят от победи и британецът да не се качи на подиума.
Движейки се трети 19 обиколки преди финала, задната лява гума на Менсъл експлодира и той отпада от състезанието. В интервю за Скай Спортс Легенди от Формула 1 през 2012 г., Менсъл разкрива, че ако след като гумата експлодира той е предпочел да разбие болида си в стената, вместо да го паркира в края на правата, стюардите най-вероятно са щяли да прекратят състезанието (т.к. са изминали повече от 2/3 от състезанието) и той да стане световен шампион. В крайна сметка британецът завършва втори в генералното класиране, след Ален Прост. Усилията и постиженията на Менсъл през сезона му носят наградата на БиБиСи за спортист на годината.

#### 1987
През 1987 г. следват нови шест победи, между които и много емоционален успех на пистата Силвърстоун в състезанието за голямата награда на Великобритания, в която Менсъл наваксва изоставане от 28 секунди и успява да изпревари съотборника си Пикет, а болидът му остава без гориво малко след финала. Тежък инцидент в квалификациите за предпоследното състезание за сезона – това за голямата награда на Япония на пистата Судзука, оставя британецът със сериозна контузия в гърба, поради което той пропуска последните две състезания за годината. В резултат на това Пикет става шампион за трети път, въпреки че не успява да вземе нито една точка във въпросните два старта. Триумфът си над Менсъл той определя като „победа на късмета над глупостта“. Бразилецът добавя, че успява да победи съотборника си заради постоянството си през сезона. В много случаи Пикет се задоволява с точките които печели със силно конкурентоспособния болид на Уилямс-Хонда, докато Менсъл преследва максимално класиране до последно и според мнозина често надценява късмета си.

#### 1988
През 1988 г., Уилямс губи турбо двигателя в полза на Макларън и е принуден да се задоволи с „Джуд V8“. В резултат на това сезонът се оказва провал за отбора, който си позволява експеримент със силно ненадеждната, но изключително иновативна технология за активно окачване. Системата показва обещаващи резултати през 1987 г., когато е използвана за пръв път, но не успява да бъде напасната за работа с новия двигател. Менсъл завършва едва две от четиринадесетте състезания в които стартира през сезона, и двете на подиума. По ирония на съдбата едното от тях е второ място в състезанието за голямата награда на Великобритания, в което буквално за една нощ, болидите на Уилямс са преоборудвани със старата система на пасивно окачване – промяна, която според Патрик Хед би отнела месеци.
Менсъл се разболява от шарка през лятото на 1988 г. и след участие в състезанието за голямата награда на Унгария (против съвета на лекарите) състоянието му се влошава. Това го принуждава да пропусне следващите две състезания в които е заместен от Мартин Брандъл (за голямата награда на Белгия) и от Жан-Луис Шлесер (за голямата награда на Италия). С отсъствието си от старта на пистата Монца, Менсъл пропуска традиционното посрещане от тифозите на нов пилот на Ферари, след като вече е оповестено, че от следващия сезон британецът ще напусне Уилямс и ще се присъедини към тимът от Маранело.

### Ферари
- Скудерия Ферари – 31 старта

#### 1989
В подготовката за сезон 1989, Менсъл се превръща в последния пилот, лично избран от Енцо Ферари, преди смъртта му през август 1988 г., чест описана от британеца като „една от най-великите в цялата му кариера“. В Италия, Менсъл става популярен сред феновете като „il leone“ (лъвът), заради смелия си и безстрашен стил на каране. Сезонът е белязан от редица промени в спорта, между които забраната от ФИА за използване на турбо двигатели, както и използването от Ферари на електронна скоростна кутия.
Менсъл вярва, че сезон 1989 ще бъде сезон на промяна и развитие за него и че ще има възможност да се бори за титлата едва през следващя. В първото си състезание за новия отбор, той извоюва неочаквана победа в старта за голямата награда на Бразилия – неговото най-малко любимо трасе и дом на най-големия му съперник, Нелсън Пикет. След финала, британецът се шегува че дори си е бил резервирал обратен полет за средата на състезанието, тъй като не е вярвал че новата електронна скоростна кутия ще издържи повече от няколко обиколки. С победата си Менсъл става първият пилот спечелил състезание с полуавтоматична скоростна кутия, както и последният (до победата на Кими Райконен за голямата награда на Австраля през 2007 г.), който печели в дебюта си за Ферари.
През останалата част от сезона Менсъл е съпътстван от много проблеми, най-вече със скоростната кутия, дисквалификация от състезанието за голямата награда на Канада, както и показване на черен флаг за каране назад в бокса по време на състезанието за голямата награда на Португалия, поради което е наказан и пропуска и състезанието за голямата награда на Испания. Въпреки проблемите обаче, британецът завършва на четвърто място в шампионата, с помощта и на запомняща се втора победа в състезанието за голямата награда на Унгария. Малко след началото на квалификациите, Менсъл решава че няма смисъл да се бори за по-предно класиране на стартовата решетка и се концентрира върху подготовка за състезанието. Стартира от 12-а позиция, бързо си проправя път напред и след сензационна изпреварваща маневра над световния шампион Аиртон Сена, в обиколка 58, той не изпуска водачеството до финала.

#### 1990
Следва труден сезон 1990 за Менсъл във Ферари, в който болидът се показва като нестабилен и води до отпадане от 7 състезания. Освен това за негов съотборник е привлечен действащият световен шампион Ален Прост, който идва в отбора като първи пилот. Менсъл си спомня за инцидент от състезанието за голямата награда на Великобритания, където болидът не се държи на пистата по същия начин като в предишното състезание, където той е спечелил първа позиция на старта. След конфронтация с механиците става ясно че Менсъл е карал по-добър автомобил от съотборника си, но за въпросното състезание те са били разменени, без той да бъде уведомен. След като отпада от състезанието, британецът обявява че се отказва от спорта след края на сезона. Този инцидент, в комбинация с трите световни титли на Прост, най-големият брой победи в състезания на французина (впоследствие победен от Михаел Шумахер), както и перфектният му италиански, дават на Прост по-силно влияние в отбора.
През сезон 1990, Менсъл записва само една победа – в състезанието за голямата на града на Португалия, едно второ място след Нелсън Пикет в Австралия и завършва на пето място шампионата. Плановете му за край на кариерата са осуетени от Франк Уилямс, който се намесва и на 1 октомври 1990 г., Менсъл подписва договор с отбора на Уилямс, в който изрично се казва че той ще бъде със статут на водещ пилот. Договорът е на стойност 4.6 милиона британски паунда, което го прави най-високо платеният британски спортист.

### Уилямс
- Уилямс – 97 старта

#### 1991
Завръщането му в Уилямс не е толкова просто за Менсъл. Той е съгласен да се върне, само ако от отбора му гарантират статут на номер едно в отбора и пълната подкрепа от целия отбор, от Елф и от Рено, за да се бори за титлата. Неговият втори стинт с Уилямс е по-добър от първия. С червения номер 5 той печели пет състезания за сезон 1991. Най-запомнащата победа е на пистата в Барселона, където той води много оспорвана битка с Аертон Сена от Макларън – двамата са гума до гума с около 320 км/ч на правата към подхода на първия завой. Той финишира зад Сена в битката при пилотите със 72 точки, 24 по-малко от Сена. Менсъл би могъл да има повече точки, ако не са проблемите в първите състезания през 1991, както и изпусната победа в Монреал след мистериозен проблем по неговия болид в последната обиколка.

#### 1992
1992 е годината на Менсъл като той не само взима титлата в Унгария, но и постигна 9 победи в един сезон (това постижение е подобрено от Михаел Шумахер в 2002, както и изравнено постижението от пет последователни победи от британеца през 2004). Той също така постига 14 пол-позишъна в един сезон (постижението му е подобрено от Себастиан Фетел през 2011 в ГП на Бразилия). По време на ГП на Монако, той доминира по-голямата част от състезанието, преди да спре изненадващо в бокса седем обиколки преди финала, поради разклатен болт. Това го праща зад Аертон Сена, който излиза победител въпреки атаките, които Менсъл прави, включително и най-бърза обиколка от пилота на Уилямс. Менсъл става и най-добрият британски състезател, като не само постига четвърта победа на британска земя (като първата е на Брандс Хетч по време на ГП на Европа 1985), но и подобрява рекорда на Джеки Стюарт от 27 победи. Въпреки че става световен шампион, отношенията между Найджъл и отбора му се влошават, след като Уилямс назначават Ален Прост за 1993. Така Менсъл напуска Уилямс и Формула 1, в посока КАРТ.